# Shunta Nagai
Shunta Nagai (Tokio, 12 juli 1982) is een voormalig Japans voetballer.

## Carrière
Shunta Nagai speelde tussen 2001 en 2009 voor Kashiwa Reysol, Mito HollyHock en Ehime FC.